# Roue de Paris
Cet article concerne la grande roue de Marcel Campion à Paris. Pour la grande roue historique, voir Grande roue de Paris (Exposition universelle de 1900).
La roue de Paris — parfois nommée grande roue de Paris ou grande roue de la Concorde par abus de langage — est une grande roue installée à Paris pour les célébrations de l'an 2000. Remplacés régulièrement, trois modèles successifs ont porté ce nom. La grande roue était située sur la place de la Concorde. La dernière installation nommée roue de Paris a été démontée en mai 2018 à la suite d'une décision du Conseil de Paris.

## Historique

### Préambule à la fête des Tuileries
Après avoir « pris d'assaut » le jardin des Tuileries avec plusieurs manèges, dont une grande roue, en décembre 1985,, le forain Marcel Campion persiste et y installe à nouveau une grande roue de 43 mètres en 1993.

### 1999-2002: Célébrations de l'an 2000

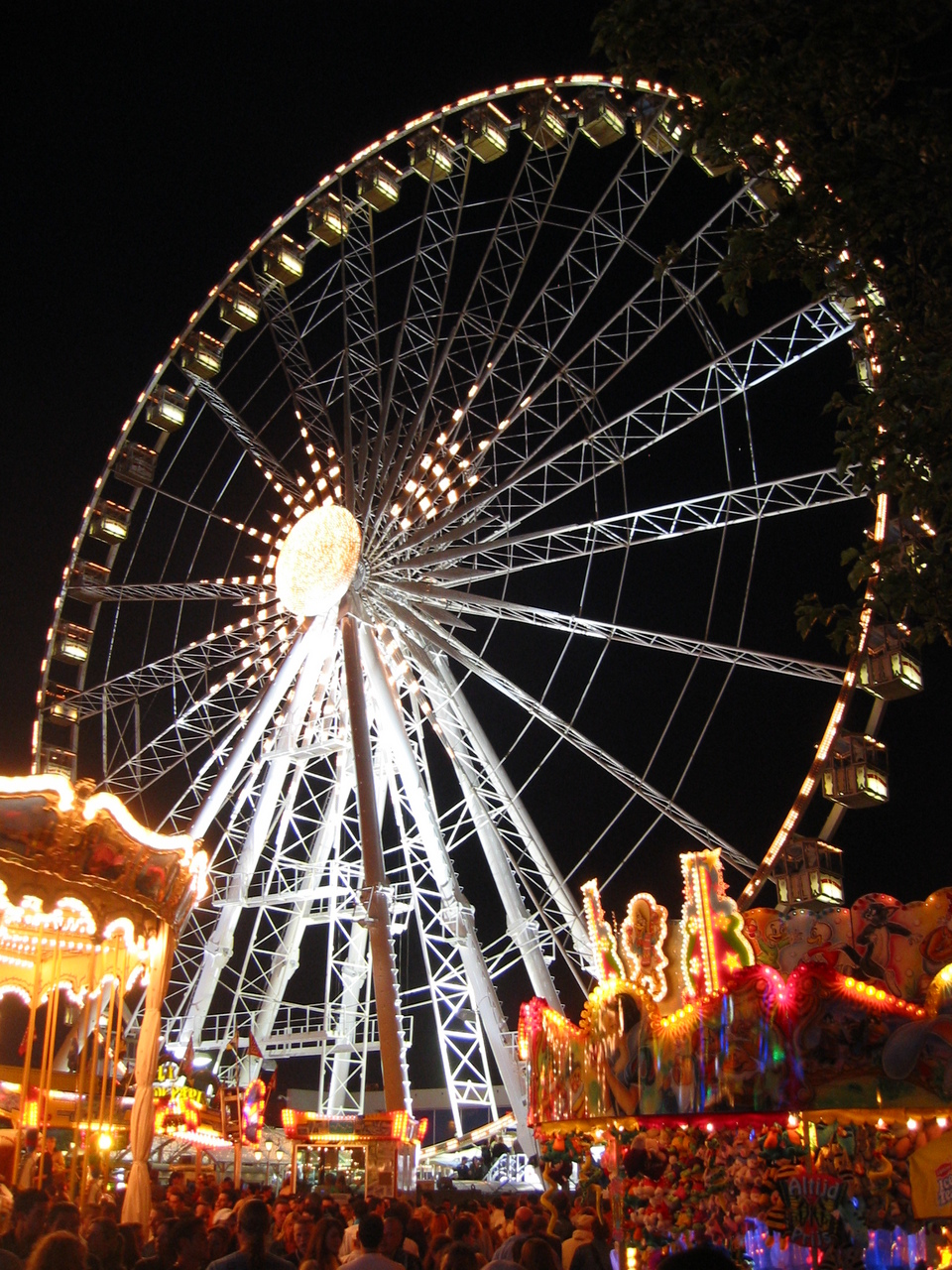
2005 : roue de Paris à Geleen, Pays-Bas.

À l'occasion des célébrations de l'an 2000, une grande roue de soixante mètres de haut est créée sous l'égide de Marcel Campion et installée le 1er décembre 1999 sur la place de la Concorde, côté Tuileries. Contrairement à London Eye dans la capitale britannique, cet exemplaire est un modèle forain transportable.
Il s'agit d'un modèle R60 en série du constructeur Ronald Bussink ne nécessitant pas de fondations. 40 000 litres de ballast d'eau sont nécessaires pour garantir une base stable.
De par sa conception transportable, la structure peut être montée en 72 heures et démontée en 60 heures par une équipe spécialisée. Cette attraction nécessite dix-huit camions pour son transport. Le poids total de la roue est de 365 tonnes. Soutenues par vingt-et-un rayons, les quarante-deux gondoles de la grande roue peuvent accueillir huit personnes chacune et sont éclairées par 50 000 ampoules.
En un an, elle accueille deux millions de visiteurs et génère 4,1 millions € de chiffre d'affaires. Il est originellement prévu qu'elle quitte la place de la Concorde le 31 décembre 2000. Dans le but de maintenir son implantation en ce lieu, Marcel Campion reçoit le soutien de nombreuses vedettes du show-biz. Après diverses péripéties, elle est démontée en janvier 2002.

#### Depuis 2003: Transferts successifs
La roue de Paris est une attraction itinérante depuis 2003. Il est rapporté en mai à la ville de Paris que l'attraction est achetée par des investisseurs britanniques. En novembre de cette année, elle est érigée à Birmingham, où elle reste jusqu'en février 2004. Elle y est temporairement rebaptisée Wheel of Birmingham (en),. Pour Noël 2004, la roue de Paris est installée à Manchester. Elle est ensuite achetée en 2005 par Leon Snep. Il l'installe à Geleen avant de l'exploiter sur la Museumplein à Amsterdam pour dix jours. L'attraction s'installe au Royaume-Uni à Gateshead (Newcastle jusqu'en septembre 2005. L'année suivante, la ville thaïlandaise de Bangkok l'accueille lors du Suan Lum Night Bazaar (en). Elle fait son retour en France en mai 2009 en s'installant au Luna-Park d'Antibes Land.

### 2009-2015: Deuxième modèle
À la faveur d'un accord avec l'Hôtel de Ville, Marcel Campion installe une nouvelle roue de 55 mètres pour les fêtes de fin d'année à partir de 2009, sur la place de la Concorde, en alternance avec le jardin des Tuileries lors de la fête foraine,,. Cette roue est le lieu de tournage des dernières séquences du clip de la chanson de Philippe Katerine Patouseul, de l'album Magnum sorti en 2014.

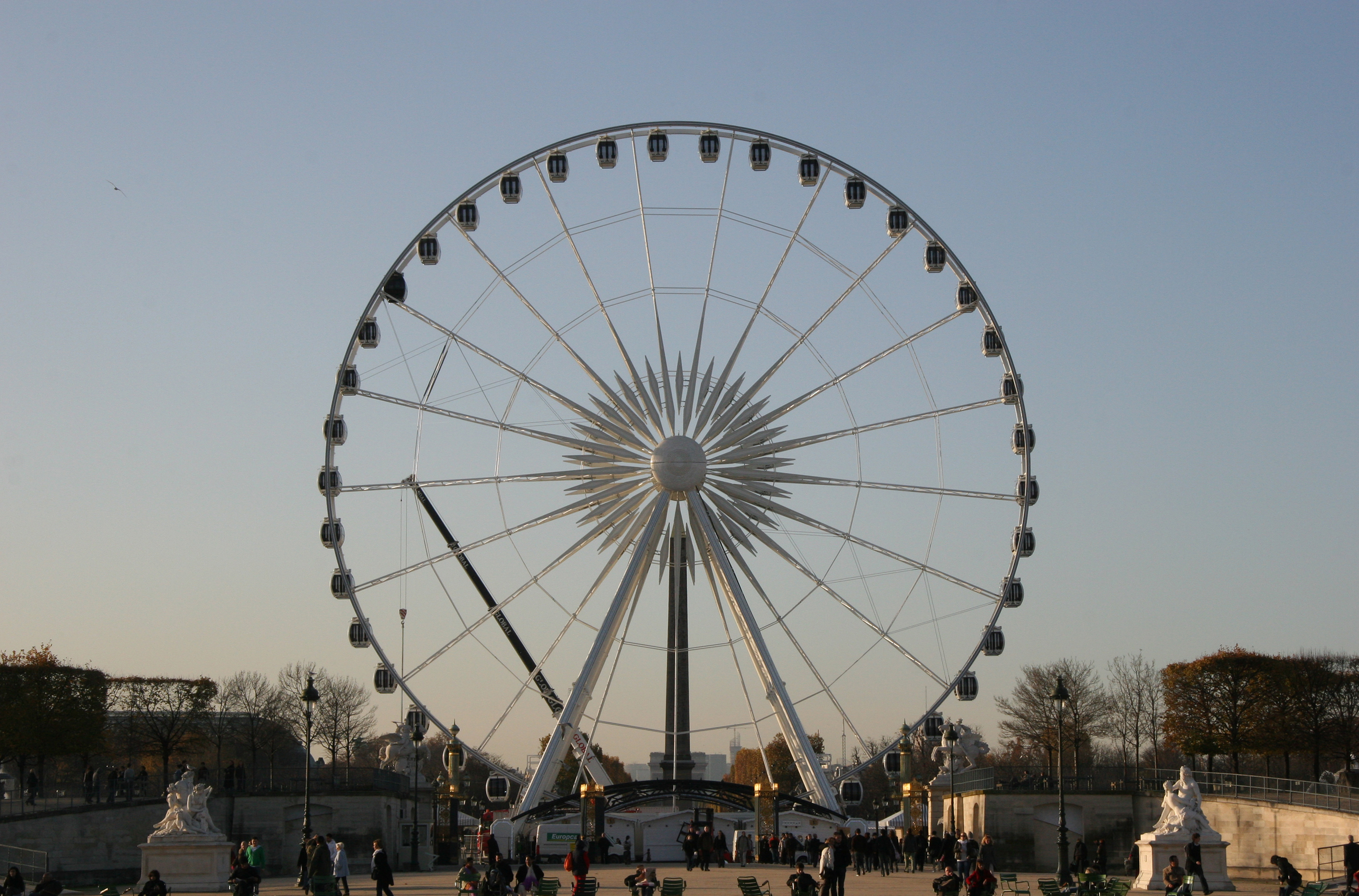
Le modèle en fonction de 2009 à 2015 vu depuis le jardin des Tuileries en novembre 2009.
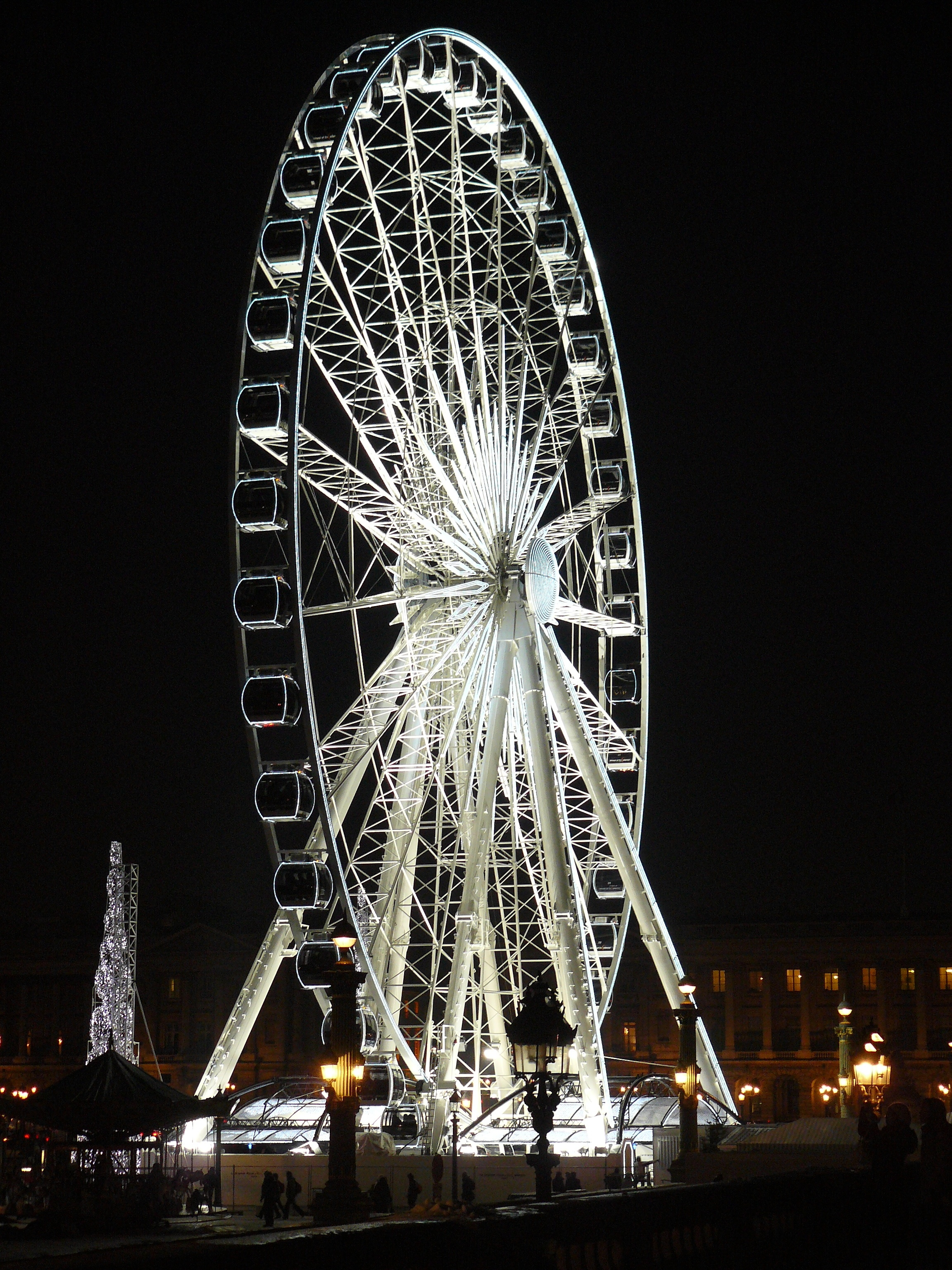
Illumination en décembre 2009.

Marcel Campion prévoyait de faire tourner la grande roue jusqu'en juillet 2015 lors notamment du passage du Tour de France. Puis direction Waregem en Belgique, confiée à René Bufkens, à l'occasion du Grand Steeple-Chase des Flandres. Elle a finalement tourné jusqu'à la fin de la fête le 23 août.

### 2015-2018: Troisième modèle
Marcel Campion confie à l'entreprise néerlandaise Mondial Rides la fabrication d'une nouvelle grande roue remplaçant la précédente, d'une hauteur d'environ 70 mètres, intégrant des éclairages aux couleurs de l'Euro 2016, le championnat d'Europe de football organisé en France à partir du 10 juin 2016,.
La mairie de Paris l'autorise à rester de novembre 2015 à septembre 2016, en contradiction avec la Direction régionale des affaires culturelles d'Île-de-France qui n'avait donné son autorisation (à laquelle la Ville devait normalement se soumettre) que jusqu'en février 2016. La situation illégale est régularisée a posteriori par le préfet. Le 24 novembre 2016, la roue n'est toujours pas démontée et la place de la Concorde bloquée par soixante camions dans le but de faire pression sur les pouvoirs publics.
En mai 2017, le démontage de cette grande roue est annoncé. Le même mois, Marcel Campion est mis en examen pour différentes affaires relatives à la grande roue, qui s'y trouve depuis 2015,,. Le 22 novembre 2017, le Conseil de Paris vote à la quasi-unanimité la non-reconduction de la convention d'occupation du domaine de l'espace public. La mairie de Paris veut restaurer le caractère patrimonial de la place de la Concorde.
La roue est démontée le 24 mai 2018.